# Единецкая волость
Едине́цкая во́лость — административно-территориальная единица Хотинского уезда Бессарабской губернии.
Волость включала в себя 21 сельское общество, 21 общину, 24 селения, 2271 двор.
Волостной центр — местечко Единцы.

## Количество земли
По состоянию на 1886 год, общая площадь уезда составляла 37 597 десятин, из них 22 475 десятин пахотной земли. Во владении крестьянских обществ находилось 14 841 десятина, во владении частных лиц — 21 246 десятин, казённая земля — 206 десятин, остальная земля — 1304 десятины.

## Население
Население Единецкая волости в 1886 году составляло 13 673 человека, из них 7089 мужчин и 6584 женщины.

## Населённые пункты
По данным «Иллюстрированного адрес-календаря Бессарабской губернии», выпущенного Бессарабским губернским статистическим комитетом в 1914 году Единецкая волость включала в себя 21 населённый пункт, в том числе 1 местечко, 13 сёл, 7 деревень:
| Населённый пункт       | Статус   | Современное название | Современная территориальная принадлежность |
| ---------------------- | -------- | -------------------- | ------------------------------------------ |
| Новые Бедражи          | село     | Бэдраджий Ной        | Единецкий район Молдавии                   |
| Старые Бедражи         | село     | Бэдраджий Векь       | Единецкий район Молдавии                   |
| Безеда                 | деревня  | Безеда               | Бричанский район Молдавии                  |
| Богданешты             | село     | Богдэнешть           | Бричанский район Молдавии                  |
| Боздюжаны              | деревня  | Буздуджень           | Единецкий район Молдавии                   |
| Бурланешты             | село     | Бурлэнешть           | Единецкий район Молдавии                   |
| Виишоры                | село     | Виишоара             | Единецкий район Молдавии                   |
| Гередевка              | деревня  |                      | Единецкий район Молдавии                   |
| Гординешты             | село     | Гординешты           | Единецкий район Молдавии                   |
| Гримешты               | деревня  | Гримешты             | Бричанский район Молдавии                  |
| Единцы                 | местечко | Единец               | Единецкий район Молдавии                   |
| Каракушаны             | село     | Каракушений Векь     | Бричанский район Молдавии                  |
| Константиновка         | село     | Константиновка       | Единецкий район Молдавии                   |
| Коржеуцы               | село     | Коржеуцы             | Бричанский район Молдавии                  |
| Лопатник               | село     | Лопатник             | Единецкий район Молдавии                   |
| Трестьяны              | деревня  | Трестиень            | Бричанский район Молдавии                  |
| Тринка                 | село     | Тринка               | Единецкий район Молдавии                   |
| Тырновка               | село     | Тырнова              | Единецкий район Молдавии                   |
| Фитешты                | село     | Фетешть              | Единецкий район Молдавии                   |
| Холохоры владельческие | деревня  | Халахора де Жос      | Бричанский район Молдавии                  |
| Холохоры казённые      | деревня  | Халахора де Сус      | Бричанский район Молдавии                  |